# Del Amo (métro de Los Angeles)
Del Amo est une station du métro de Los Angeles desservie par les rames de la ligne A et située dans le secteur de Rancho Dominguez (en) en Californie.

## Localisation
Station aérienne du métro de Los Angeles, Del Amo est située sur la ligne A à l'intersection de Del Amo Boulevard et de Santa Fe Avenue dans le census-designated place de Rancho Dominguez (en) au sud de Compton et de Los Angeles.

## Histoire
Del Amo a été mise en service le 14 juillet 1990 lors de l'ouverture de la ligne.

## Service

### Desserte
Del Amo est desservie par les rames de la ligne A du métro.

### Intermodalité
La station est desservie par la ligne d'autobus 202 de Metro, les lignes D et G de Carson Circuit (en) et les lignes 1, 191 et 192 de Long Beach Transit (en).

## Architecture et œuvres d'art
Deux œuvres d'art se trouvent dans la station, soit la Del Amo Wheel réalisée par l'artiste Colin Gray et de l’œuvre More People Than You Know, un regroupement de peintures présentées sur panneau numérique à images variables et réalisées par des artistes locaux qui constituent des représentations de personnes issues des quartiers traversés par la ligne A. Toutes les stations de la ligne ont d'ailleurs un panneau permettant la diffusion de l'oeuvre.